# Brama przejazdowa

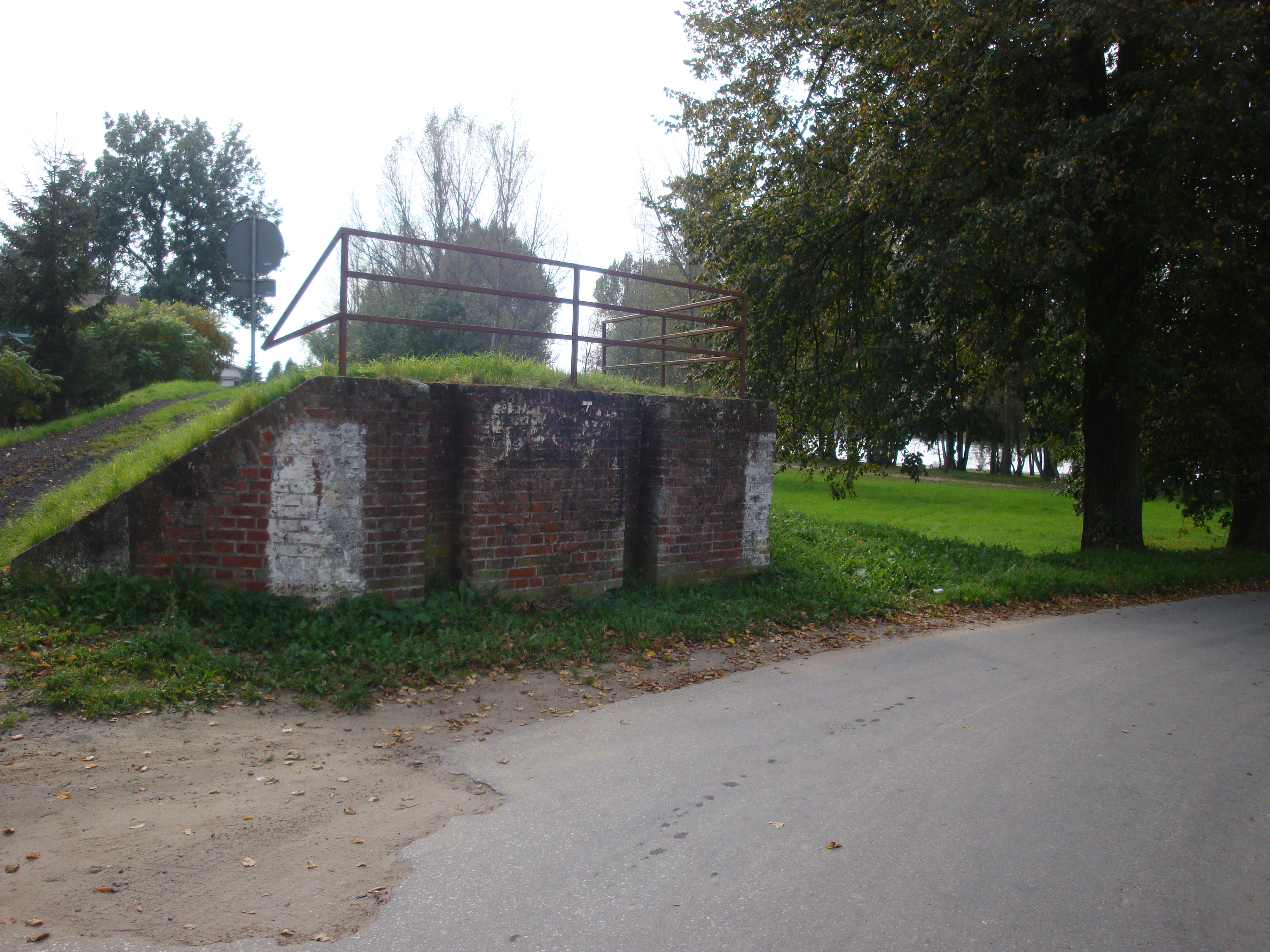
Brama przejazdowa przez wał przeciwpowodziowy nad Wisłą w okolicach Kwidzyna

Brama przejazdowa – element budowli urządzony w ramach wału przeciwpowodziowego na skrzyżowaniach z przecinającymi wał drogami. Taka konstrukcja projektowana jest i wykonywana w przypadku, gdy nie ma technicznej możliwości wykonania odpowiednich podjazdów do poziomu korony wału przeciwpowodziowego (np. odpowiedniej ilości miejsca przy zachowaniu dopuszczalnych nachyleń pochylni, zarówno od strony wody jak i od strony chronionego obszaru).
W takim przypadku korona drogi znajduje się na poziomie niższym niż korona przecinanego wału. Tym samym droga „przerywa” wał w zakresie różnicy poziomu korony drogi i wału  przeciwpowodziowego, co w oczywisty sposób niweczy założony zakres ochrony przeciwpowodziowej, tzn. woda zalewałaby tereny przyległe przez ten „wyłom” w wale już przy niższym poziomie niż ten, dla którego zaprojektowano wał przeciwpowodziowy. Aby temu niedopuszczalnemu scenariuszowi wydarzeń zapobiec projektuje się i wykonuje bramy przejazdowe.
Bramę przejazdową projektuje się:
- na wymaganą szerokość przejazdu, wynikającą z szerokości drogi i ewentualnie dodatkową technicznie wymaganą odległość konstrukcji od jej krawędzi,
- na wymaganą wysokość wynikającą z wyżej opisanej różnicy w poziomie położenia korony drogi i wału,

co wyraża wzór:
{\displaystyle \Delta h=h-h_{0}}
gdzie:
- Δh – wysokość przejazdu
- h – wysokość wału
- h0 – wysokość drogi (wysokość jaką pozwala osiągnąć maksymalne, dopuszczalne nachylenie podjazdu drogi, przy uwzględnieniu długości podjazdu ograniczonej określonymi uwarunkowaniami miejscowymi).

Boczne płaszczyzny przejazdów zabezpiecza się w formie ścian (współcześnie wykonywanych w technologii żelbetowej), w których wykonuje się wnęki – dwie pary wnęk na każdym boku w tym samym miejscu na przeciwnych ścianach. Wnęki te służą do założenia w nich tymczasowych zamknięć podczas wezbrań, tzw. szandorów. Montaż zamknięć w bramie przejazdowej sprawia, że na całej długości wału powstaje zabezpieczenie ciągłe na określonym poziomie (zlikwidowana zostaje przerwa powstała wskutek budowy drogi), ale uniemożliwia korzystanie z danej drogi.